# L'Annulaire
L'Annulaire é um filme francês lançado em 8 de junho de 2005. Foi escrito e dirigido por Diane Bertrand, baseado em um romance de Yôko Ogawa. Estrelam Olga Kurylenko, Marc Barbé e Stipe Erceg.

## Sinopse
Iris é uma jovem que trabalha em uma fábrica de lavagem de garrafas. Ela perde a ponta do dedo anelar em um acidente de trabalho e deixa seu emprego. Ela se muda para uma cidade portuária próxima e consegue um emprego em um laboratório estranho onde as pessoas preservam "espécimes". Sem realmente entender o que está acontecendo diante de seus olhos, ela gradualmente se envolve em um relacionamento romântico perturbador com seu misterioso empregador.

## Elenco
Segue abaixo a tabelo do elenco:
| Nome             | Personagem                 | Detalhes           |
| ---------------- | -------------------------- | ------------------ |
| Olga Kurylenko   | Iris                       | Estréia como atriz |
| Marc Barbé       | Homem do laboratório       |                    |
| Stipe Erceg      | Marinheiro                 |                    |
| Édith Scob       | Senhora do 223             |                    |
| Hanns Zischler   | Dono do hotel              |                    |
| Sotigui Kouyaté  | Engraxate                  |                    |
| Anne Benoît      | Pontuadora                 |                    |
| Doria Achour     | Jovem garota dos cogumelos |                    |
| Louis Dewynter   | Garoto                     |                    |
| Anne Fassio      | Senhora Ryen               |                    |
| Olivier Claverie | Senhor Ryen                |                    |
| Anja Boche       | Prostituta                 |                    |

## Prêmios
| Ano  | Festival                                     | Categoria    | Indicado       | Resultado | Ref.  |
| ---- | -------------------------------------------- | ------------ | -------------- | --------- | ----- |
| 2006 | Festival Internacional de Cinema do Brooklyn | Melhor Atriz | Olga Kurylenko | Venceu    | [ 5 ] |